# アローン・イン・ザ・ダーク
『アローン・イン・ザ・ダーク』（Alone In The Dark）は、フランスのゲーム会社Infogramesが制作したサバイバルホラーゲーム、およびシリーズ名。いくつかのプラットフォームにも移植されている他、日本語にローカライズされたものも存在する。2014年の時点で5つの続編が存在する他、本シリーズを元にした映画も2作存在する。

## アローン・イン・ザ・ダーク
本作は1992年に発売されたPC用の作品である。3Dソリッドモデルでオブジェクトを制作しており、3Dエンジンがそこまで普及していなかった時代のアドベンチャーゲームでは、初の3D作品とも言われている。
世界初の3Dサバイバルホラーとしてギネス世界記録にも認定されており、『バイオハザードシリーズ』にも影響を与えたとされる。ストーリーはクトゥルフ神話をベースとしている。その一方、キャラクターグラフィックの粗さや、操作性に難があるなど、後世の視点においては難点が目立つとされた。
日本国内ではPC版がDOS/V版、PC-9821版、FM-TOWNS版、PC-9801版で、家庭用ではポニーキャニオンより1994年10月7日に3DOで発売された。PC版では作中に登場するアイテムが描かれた数センチのミニブックが付属しており、起動時に表示されたアイテムのページ数の入力を求められるマニュアルプロテクトとなっている。
2022年8月13日に、本作のリメイク版が発表された、最終的に『Alone in the Dark』として、2024年3月20日に発売された。

### ゲームシステム
謎解きに関しては、即死トラップの存在や行動の順番を間違えたことによる手詰まりが起きやすい。主人公に関しては耐久性を採用しており敵キャラも存在し、アイテムの武器によっては対処も可能だが、強すぎる敵にはなすすべなく触れた瞬間に即時ゲームオーバーになることもある。
また本作には以下のような特徴がある。
- 押す、開くといった行動のほとんどは、メニュー画面のコマンドで選択したのち、アクションキーを押下して実行する。
  - 特に本などの書物に関しては、読むことでヒントを得られることがある。ただし、読むとダメージを受けたりゲームオーバーになる書物も存在する。
- アイテムに「重さ」、主人公に「運搬重量の上限」（共に明記なし）があり、上限を超えた場合は何か手放さない限り新規にアイテムを取得することはできない。
- 必要の無いアイテムは「その場に置く」「投げる」などのアクションを利用して手放すことができる。
- 「その場に置く」「投げる」で手放したアイテムはニューゲームしない限りはその場に残り続け、再回収・再利用できる。

### ストーリー
1924年、芸術家のジェレミー・ハートウッドがルイジアナ州のデルセト屋敷にて自殺した。現地の警察は現状から見て自殺と断定したものの、ジェレミーの周囲の人々はあの屋敷で恐ろしい出来事が起きたと感じていた。
ジェレミーの自殺事件から数日後、私立探偵エドワード・カーンビーが古物商のグロリア・アレンからこの屋敷の調査の依頼を受け、現地入りする。同じころジェレミー・ハートウッドの姪であるエミリー・ハートウッドもこの事件を不審に思い、同じく屋敷へと向かう。

### 登場人物
エドワード・カーンビー
貧乏な私立探偵。ジェレミーの自殺後、依頼により館へと向かう。
エミリーでプレイする場合はゲーム中には登場しない。
エミリー・ハートウッド
ジェレミー・ハートウッドの姪。ジェレミーの自殺に疑問を持ち、館へと向かう。
カーンビーでプレイする場合はゲーム中には登場しないが、とある部屋の写真で存在が示唆される。
ジェレミー・ハートウッド
エミリー・ハートウッドの叔父。デルセト屋敷最後の主人であり、芸術家。夜ごと悪夢にうなされ、屋根裏で自ら首を吊って絶命する。

## アローン・イン・ザ・ダーク2
1994年発売。小説のクトゥルフ神話が下敷きだった前作と変わり、今回はアフリカの原始宗教であるブードゥー教をベースにした物語である。秘術によって不老不死の肉体を得た海賊たちと秘術を操る魔女との戦いが展開される。
日本国内ではPC/AT互換機（FD版・CD-ROM版）、PC-9801/9821（FD版・CD-ROM版）、FM-TOWNS版に加え、1995年に3DO版、1996年にPlayStation版とセガサターン版が発売された。アドベンチャーゲームのジャンルにポリゴンを初めて採用したソフトとなる。『2』になって戦闘シーンや謎解きが増え、ゲームとしての面白さや難易度が飛躍的にアップしている。その一方、方向性の大幅な変更は賛否両論を招いた。
パソコン用FD版では前作同様マニュアルプロテクト（今回は同梱のトランプ模様のカードを利用したもの）が施されている。一方でCD-ROM版にはマニュアルプロテクトがかかっていない。さらにCD-ROM版はその大容量を利用し、ストーリー途中にステージが追加、一部音声読み上げなどが追加されている。
また海外では登場人物の1人グレースを主役に据えた番外編『Jack In The Dark』が販促用作品として配布された。この短編は、物語の重要人物であるグレースがハロウィンの日におもちゃ屋に閉じ込められたことがきっかけで、サンタクロースを救出するという物語であり、本編とは異なりにぎやかでかわいらしい内容となっている。『Jack In The Dark』はのちに発売された英語版CD-ROM版の初代アローンインザダークに収録された。

### ゲームシステム
前作がクトゥルフの呼び声 (TRPG)のように、ゲームクリアに際して必ずしも敵を倒さず、倒すことのできない敵も多かったことに比べ、本作ではゾンビ軍団とトンプソン機関銃で撃ち合いになるなどのアクションも追加されている。また、作中の一部で別の人物に操作が切り替わる場面もある。

### ストーリー
デルセト屋敷での事件から1年後、有名な映画プロデューサー、ソーンダース夫妻の一人娘グレースが何者かに誘拐された。身代金目的と思われる犯行だったが、夫妻の必死の訴えにもかかわらず犯人からの連絡は一向になかった。夫妻に雇われた私立探偵デット・ストライカーは、犯人達の足取りを辿ってアジトを突き止め、グレースを取り戻すべく潜入したまま音信不通となってしまう。
ストライカーの友人であるエドワード・カーンビ－は、ソーンダース夫妻からの依頼を受けて調査に乗り出す。そして、ヘルズキッチンと呼ばれる断崖絶壁の僻地に立つ屋敷にたどり着いたカーンビーは、変わり果てたストライカーの遺体を発見し、彼の遺言からグレースが屋敷に捕らわれている事を知る。
こうしてグレースを捜し求めるカーンビーに、世紀を越えて生きる海賊達と1人の魔女の恐るべき怨念が容赦なく襲い掛かる。

### 登場人物
エドワード・カーンビー
前作に引き続く主人公。映画プロデューサー、ソーンダースの依頼を受け行方不明になった夫妻の一人娘グレースと、同業仲間のストライカーを探しにヘルズキッチンへと乗り込む。今作以降は髭が無くなった。
グレース・ソーンダース
ソーンダース夫妻の一人娘。下校途中に何者かに誘拐された。
デット・ストライカー
カーンビーの友人の私立探偵。一足先にヘルズキッチンに乗り込みグレースを発見するが、背後から何者かに襲われ絶命してしまう。
ジャック
18世紀に海を荒らしまわった荒くれ者の海賊で、「片目のジャック」の異名を持つ不死身の肉体を持ち、ヘルズキッチンと呼ばれるカリフォルニア州の断崖絶壁の洞窟を根城に暴れまわっていた。洞窟の内部に停泊させていた船舶が崖崩れによって航行不可能となって以降は密造酒の製造で金を儲けていた。
エリザベス・ジャレット
ブードゥー教の秘術を操る魔女。事件の黒幕。
かつては18世紀のアフリカで暮らしていたイギリス貴族の娘だった。かつて若い小娘だった頃、家庭教師にいいように手篭めにされてしまった。それを見かねた現地の使用人に教わったブードゥーの秘術で復讐を果した彼女だったが、危険人物とみなされ軍によってイギリス本国へと護送されることとなった。
その最中、秘術の力によって片目のジャック率いる海賊船を呼び寄せ軍の戦艦を沈めたエリザベスは、彼らと共にブードゥー教の秘術によって不死の契約を結ぶこととなる。100年に1度の秘術の力を継続させる儀式の生贄として純真無垢な少女を必要としたエリザベスは、グレースに目をつけ誘拐させた。

## アローン・イン・ザ・ダーク3
シリーズの完結編として1994年から1996年にかけてPC版がMS-DOS、Windows 95、Classic Mac OSで欧州、北米地域で発売された。第1作のクトゥルフ神話、第2作のギャング・海賊ものに続き、今作では西部劇風の内容となる。また、前作ではブードゥー秘術が用いられていたが、今作ではネイティブ・アメリカンの精霊信仰が見られる。
日本国内ではエレクトロニック・アーツ・ビクターから1996年6月21日にWindows 95版（Windows 3.1でも動作可能）とMacintosh版（漢字Talk7.1以上）、PC/AT互換機用MS-DOS版、PC-98用MS-DOS版がソフト・マニュアル共に日本語化したものが発売された。ヒントブックが同梱されている。

### ゲームシステム
本作は、アクションが主体だった前作に比べて、謎解きが中心となっていた1作目に近い内容になっている。

### ストーリー
舞台はアメリカ西部モハベ砂漠のゴーストタウン、スローターガルチ（Slaughter Gulch）。2つの超自然的な事件を解決し、オカルト探偵と呼ばれるようになったエドワード・カーンビーが、映画のロケ隊が西部で消息を絶ったと連絡が入り、失踪した映画ロケ隊の謎を追うことになる。遺留品の中には、ルージュで書かれたエドワード・カーンビーを呼ぶメッセージが残されていた。ロケ隊メンバーには今や映画女優となった第1作のもう一人の主人公エミリー・ハートウッドも含まれていた。街は呪われており、いたるところでアウトローゾンビの銃口がカーンビーを狙う。

## アローン・イン・ザ・ダーク4　The New Nightmare
2001年にDarkworksが開発し、Infogramesから発売された。プラットフォームはMicrosoft Windows、PlayStation、ゲームボーイカラー（Pocket Studiosが開発）、ドリームキャスト、PlayStation 2（Spiral Houseが開発）にて発売された。
日本国内ではPlayStation版とPlayStation 2版が2002年春頃にカプコンから発売される予定であったが、キャンセルとなった。PC版は『アローン イン ザ ダーク 〜新たなる悪夢〜 日本語版』のタイトルで2002年12月20日にサイバーフロントより発売された。2011年5月26日、PlayStation 3でリメイクされる可能性がゲームニュースサイトで報道されたが、発売されなかった。
海外のPlayStation版では、2012年5月にPSoneクラシックとしてPlayStation Networkで配信され、PlayStation Vitaにも対応されたが、PlayStation Portableのみ未対応となっている。
2013年10月現在、Windows版はSteamでも発売されている。
2023年2月9日よりゲームボーイカラー版が海外版『ゲームボーイ Nintendo Switch Online』にて配信開始。

### ゲームシステム
プレイヤーは、カーンビーとアリンの2人の主人公のうち、どちらかを選択してプレイする。カーンビー編は二連式リボルバーなどの武器で、様々なクリーチャーと戦うのがメインで、一方のアリン編は謎解きが中心となっている。カーンビー編とアリン編それぞれ違う物語が展開され、お互いのストーリーが交錯する作りとなっている。
このゲームの特徴的なシステムとしては、光がとても重要な役割を担っており、懐中電灯や、マグネシウム弾やリン弾などの光を出す弾薬で敵を撃退することが可能となっていたり、懐中電灯を使って暗いシーンを照らすことで、隠されたアイテムを取得することが可能となっている。
ゲームボーイカラー版はPocket Studiosが開発を担当（日本未発売）。従来の作品では3D環境を採用せず、レンダリングしやすい2Dスプライトを採用することが多く見られたが、今作では家庭用ゲーム機のゲーム体験を比較的忠実に再現されており、立体的なエリアを探索することが可能となっている。クリーチャーとの戦闘は、RPGのようなエンカウント方式となっており、別途用意された戦闘エリアで戦う。

### ストーリー
前作までとは時代が変わり、21世紀初頭が舞台設定となっており、エドワード・カーンビー（前作までとは別人）とアリン・セドリックの2人が主人公。
私立探偵チャールズ・フィスクは、マサチューセッツ州付近にある神秘的な謎の島シャドウ・アイランドにおいてオーベット・モートンとアビカニ族の銘板に関する調査を行なっていた。
その後、私立探偵エドワード・カーンビーは、友人であるフィスクの訃報を受け取る。カーンビーは、フィスクが残した手記から殺害した犯人を追い、真相を確かめるべく、人類学教授のアリン・セドリックと共にシャドー・アイランドへと向かう。

### 登場人物
エドワード・カーンビー
私立探偵。友人の死に不審を抱き、その調査のために、シャドー・アイランドを訪れる。
アリーン・セドラック
人類学博士。古代の石版に刻まれた文字を解明する手がかりを探すために、シャドー・アイランドに向かう。

## Alone in the Dark（アローン・イン・ザ・ダーク）
北米では2008年6月23日にアタリから、日本では2008年12月25日にエレクトロニック・アーツから発売された。プラットフォームはMicrosoft Windows、PlayStation 2、Wii、Xbox 360、PlayStation 3、（PS2・Wii版は日本未発売）。北米・ヨーロッパ向けのPS3版は新要素の追加に伴いタイトルが『Alone in the Dark: Inferno』に変更されている。
ユニークなシステムは評判だった一方、技術的な欠陥が問題視された。それでも、全世界120万本を超える売り上げを達成するなど、成功を収めた。

### ゲームシステム
マップ上のあらゆる設置物に物理演算が組み込まれており、銃撃による扉の凹みや、木製のテーブルの壊れ具合などがリアルに再現されている。炎のエフェクトは高度な演算と高いグラフィックが使用されている。また、本作はアイテムの組み合わせの幅が広いという特徴があり、。例えばスプレーとライターを合わせると簡易的な火炎放射器になる。
舞台はニューヨーク州でセントラル・パークを主なフィールドとするが、ニューヨークの大都市も一部ステージとなっている。これまでのシリーズと違い、人が大勢いる大都市でクリーチャーと闘うなど、よりサードパーソン・シューティングゲームに近いスタイルになった。また床や柱、建造物までも事件の余波でリアルタイムに倒壊していくディザスターパニックの要素も盛り込まれており、崩壊するニューヨーク市を映画並みの大迫力で体感できる。ロード時にはこれまでのあらすじが紹介される。今作においても主人公が即死してしまうポイントは多いが、死亡しても直前の場面からすぐにやり直す事ができる。
物語はエピソード形式で進行する。

### 登場人物
エドワード・カーンビー
声：東地宏樹
私立探偵の免許を保有しており、超常現象に関連する未解決事件を専門とする。前作ではなく旧三部作と同一人物。『3』の物語の後、悪魔によって封印され、オカルト集団による悪魔払いの末に現代に蘇った。
サラ・フローレス
声：田中敦子
美術商を営む。崩壊するビルのエレベーターに閉じ込められていたところを救出された。以降はカーンビーと行動を共にする。
テオ・パディントン
声：青森伸
記憶のないカーンビーの過去を知る人物。かつて、カーンビーの助手として行動を共にしていた。
クロウリー
声：若本規夫
テオと同じく、セントラルパークに眠る真実を知る人物。
闇の力の解放をもくろみ、封印を解くためにテオの所持していた「石」を狙い執拗に追い込む。
エルメス・トライスメジスト
声：青野武
錬金術師。

## Alone in the Dark: Illumination
『アローン・イン・ザ・ダーク：イルミネーション』は、北米にて2015年6月11日にアタリから発売されたサードパーソン・シューティングビデオゲームで、同タイトルのサバイバルホラービデオゲームシリーズの第6作目である。開発はPure FPSで、シリーズ初のオンラインと協力プレイに対応した作品である。Metacriticでの点数は100点満点中19点で、レビュアーからは面白い試みが見られるものの不発に終わり、アルファ版のようだと酷評が寄せられた。その後、IPがTHQ Nordicに買収されたため、今作がアタリが発売したシリーズ最後のタイトルとなった。

### ゲームシステム
本作は、4人のキャラクターが協力して謎を解く、最大4人までの協力型アクションホラーとなっている。プレイヤーは、敵の位置や鍵のかかったドア、あるいは部屋のレイアウトなど、ランダムに生成される要素を持つレベルを通り抜け、レベルの最後にある安全な金庫を目指すシステムとなっている。

### ストーリー
バージニア州南部との州境付近に位置するロリッチ町は、かつて炭鉱で栄えたものの、洪水によって炭鉱は壊滅的な被害を受け、町は荒れ果てててしまう。事故から数年が経ち、町は忘れ去られ、事故の原因は謎のままであった一方、奇妙な生き物や、暗く沈んだ霧の目撃情報が数多く報告されていた。超常現象を信じる地元の人々は、「闇」と呼ばれる力が、潜んでいると噂されていた。カーンビー達は、バージニア州ロリッチの廃墟となった町を訪れる。

### 登場人物
プレイヤーキャラクターは、以下の4人となっている。
セオドア・テッド・カーンビー（The Hunter）
歴代シリーズの主人公である、エドワード・カーンビーの直系の子孫。2008年に発売された『アローン・イン・ザ・ダーク』での出来事により、現代に生きているエドワード・カーンビーになりすました人物であることが示唆されている。
AK-47、M4、P90の3種類の自動小銃を主武器として所持している。また、それぞれの主武器に火炎放射器を装着しており、敵を燃やしてダメージを受けにくくすることができる。副武器は2丁のリボルバーで、他のキャラクターの副武器よりも発射速度が遅い。
セレステ・サラ・ハートウッド（The Witch）
オリジナル『アローン・イン・ザ・ダーク』のヒロイン、エミリー・ハートウッドの子孫。魔女の集会のメンバーで、行方不明になった3人の仲間を探す為にローウィッチにやってきた。
ピストルのほか、雷を落としたり、光源に魔法をかけて近くの敵を燃やしたり、地面に電気を走らせるなど、さまざまな魔法を駆使して戦う。また、中程度のダメージを与え、近くにある光源を起動させる効果的な電気バーストを放つことができる。
ガブリエラ・サンダース（The Engineer）
本作オリジナルキャラクター。行方不明になった鉱山労働者の父親を探しに、ローウィッチにやってきた若い女性。
主な武器は2連式ショットガン。副武器としてピストル、地面に置いて近くの敵にダメージを与えるテスラコイル装置、トリガーで爆発するなどがある。また、停止した電気光源を修理することもできる。
ヘンリー・ギーガー神父（The Priest）
ガブリエラと同じく、本作オリジナルキャラクター。バチカンから派遣されたカトリックの神父で、ローウィッチの町を調査している。
二丁拳銃を操り、敵を気絶させ光源とするエネルギー弾や、空から光線を発射して爆発させたり、自分の周囲に火のような爆発を起こすなど、数々の聖なる能力を使うことができる。また、近接攻撃では敵を炎上させ、ダメージを受けにくくする。

## Alone in the Dark
『Alone in the Dark』は、日本で2024年3月20日に発売されたサバイバルホラーゲーム。1992年に発売された初代『アローン・イン・ザ・ダーク』のリメイク版となる。対応プラットフォームはPlayStation 5、Windows（Steam）、Xbox Series X/S。開発はPieces Interactive、発売はTHQ Nordicが担当する。

エドワード・カーンビーとエミリー・ハートウッドのいずれかを操作して屋敷を探索する点はオリジナル版と同じだが、デルセトが精神病院であり、ジェレミー・ハートウッドがそこに入院中の患者であるなど設定が変更されており、物語の展開も異なる。

### 註釈
1. ↑  北米では3DO版も発売される予定だったが実現しなかった[5]。